# Ефект групової належності
Ефект групової належності — груповий ефект, один із соціальних інстинктів, властивих людям, полягає в ототожненні себе з групою і прагненні оцінити її позитивно, підтримуючи високий статус групи й одночасно власну самооцінку. Описаний Е. Мак-Дауголлом у 1908 р.

## Психологічна характеристика
Вперше цей ефект описав Е. Мак-Дауголл в 1908 р., як один із соціальних інстинктів, властивих людям. В кінці 70-х років Г. Теджфел та Дж. Тернер вивчали процеси усвідомлення індивідом групи і позначили сукупність цих явищ як «явище групової належності». Дослідники сформулювали теорію соціальної ідентичності: особа ототожнює себе з групою і прагне оцінити її позитивно, підтримуючи високий статус групи й одночасно власну самооцінку. Групова ідентичність є установкою на належність до певної групи, їй притаманні всі особливості соціальної установки, до того ж вона має й таку саму трикомпонентну структуру (когнітивний, емоційний і поведінковий компонент). Когнітивний компонент полягає в усвідомленні особою своєї належності до групи і досягається на основі порівняння своєї групи з іншими за низкою значущих параметрів. В основі групової належності лежать когнітивні процеси пізнання (категоризації) навколишнього соціального світу. Емоційний компонент нерозривно пов'язаний із когнітивним, полягає в переживанні своєї належності до групи у формі різних почуттів (любові, гордості чи ненависті). Поведінковий компонент проявляється тоді, коли особа реагує на інших із позицій свого групового членства, з того моменту, коли починає розрізняти відмінності між своєю групою і позиціями інших груп.